# Ken Terauchi
Ken Terauchi (jap. 寺内 健, Terauchi Ken; * 7. August 1980 in Takarazuka) ist ein japanischer Wasserspringer. Er startet im Kunstspringen vom 1-m- und 3-m-Brett und ehemals auch im 10-m-Turmspringen.
Terauchi nahm bislang an vier Olympischen Spielen teil und erreichte in allen Wettkämpfen stets das Finale, konnte jedoch keine Medaille gewinnen. 1996 in Atlanta wurde er vom 10-m-Turm Zehnter, 2000 in Sydney vom 3-m-Brett Achter und vom 10-m-Turm Fünfter, 2004 in Athen vom 3-m-Brett erneut Achter und 2008 in Peking vom 3-m-Brett Elfter.
Seinen bislang größten sportlichen Erfolg feierte er bei der Heimweltmeisterschaft 2001 in Fukuoka. Vom 3-m-Brett gewann er die Bronzemedaille. Im gleichen Wettbewerb wurde er 2003 in Barcelona zudem Siebter und 2007 in Melbourne Vierter. Auch bei den Asienspielen 2006 in Doha war er erfolgreich. Er gewann sowohl vom 1-m- als auch vom 3-m-Brett die Bronzemedaille.
Terauchi hat an der Kōshien-Universität studiert.